# Asnois (Nièvre)
Asnois ist eine französische Gemeinde mit 140 Einwohnern (Stand 1. Januar 2022) im Département Nièvre in der Region Bourgogne-Franche-Comté (vor 2016 Bourgogne). Sie gehört zum Arrondissement Clamecy und zum Kanton Clamecy.

## Geographie
Asnois liegt etwa 59 Kilometer nordöstlich von Nevers. Die Yonne begrenzt die Gemeinde im Osten. Nachbargemeinden von Asnois sind Villiers-sur-Yonne im Norden, Brèves im Nordosten, Metz-le-Comte im Osten und Südosten sowie Amazy im Süden und Westen.

## Bevölkerungsentwicklung
| Jahr                       | 1962 | 1968 | 1975 | 1982 | 1990 | 1999 | 2006 | 2011 | 2018 |
| Einwohner                  | 203  | 164  | 132  | 126  | 143  | 170  | 160  | 157  | 143  |
| Quellen: Cassini und INSEE |      |      |      |      |      |      |      |      |      |

## Sehenswürdigkeiten
- Kirche Saint-Loup